# Varanus albigularis
Espèce
Synonymes
- Tupinambis albigularis Daudin, 1802
- Varanus gillii Smith, 1831
- Monitor exanthematicus capensis Schlegel, 1844
- Varanus microstictus Boettger, 1893
- Varanus exanthematicus ionidesi Laurent, 1964
- Varanus albigularis ionidesi Laurent, 1964

Statut CITES
Le Varan des steppes d'Afrique orientale, Varanus albigularis, est une espèce de sauriens de la famille des Varanidae.

## Répartition
Cette espèce se rencontre en Namibie, au Botswana, en Afrique du Sud, au Swaziland, au Zimbabwe, au Mozambique, au Malawi[réf. nécessaire], en Zambie, en Angola, en Tanzanie, dans le sud de l'Éthiopie, dans le Sud de la Somalie, au Kenya, en Ouganda, dans le Sud de la République démocratique du Congo.

## Habitat
On le trouve le plus souvent dans des milieux secs : steppes, prairies et savane. En revanche il est absent de zones plus extrêmes telles que les déserts, forêts tropicales et les forêts de broussailles épaisses.

## Description

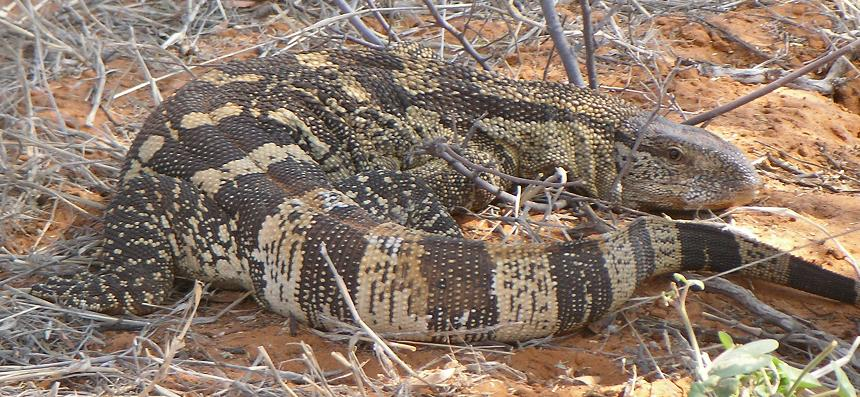

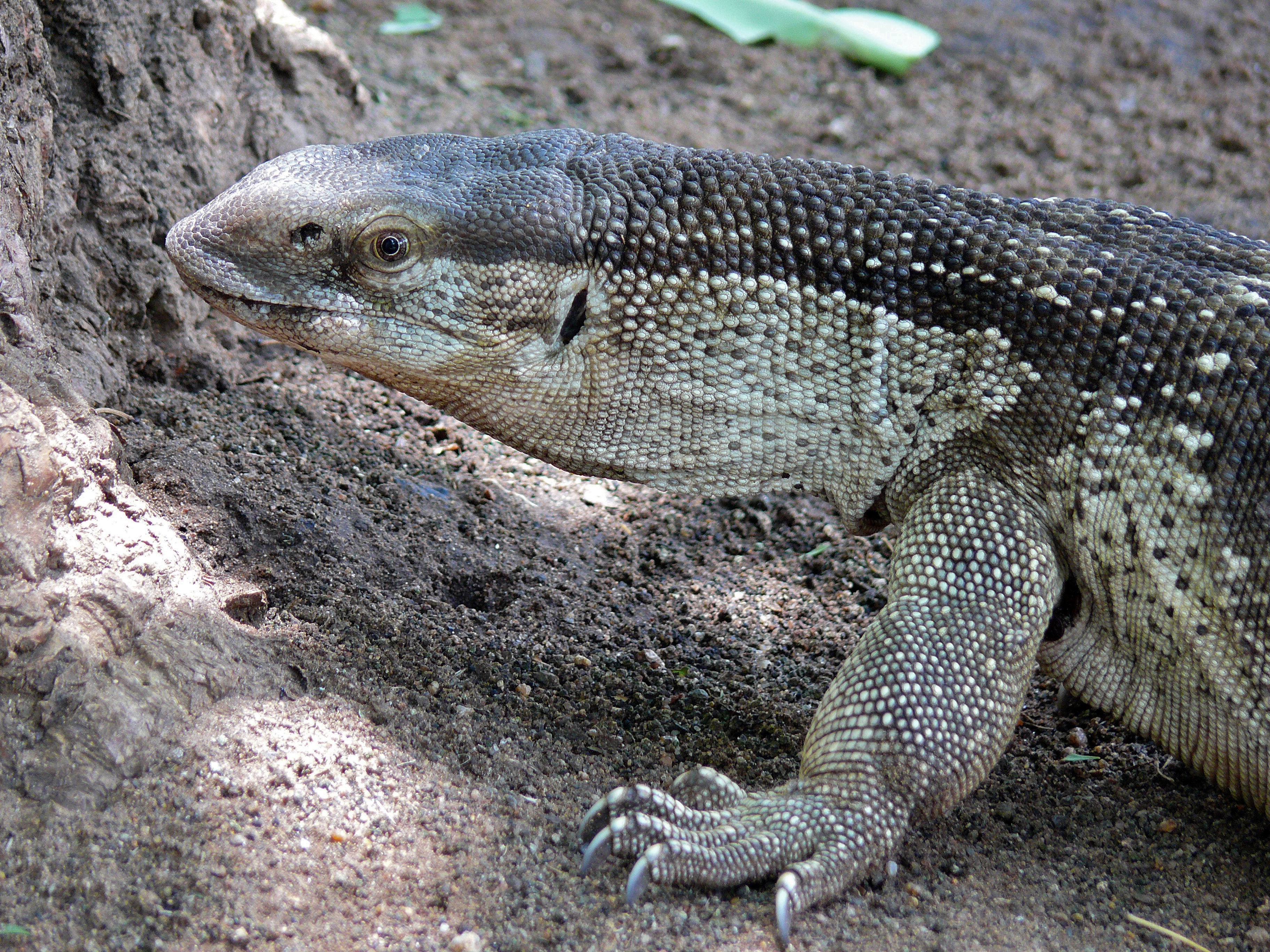
Détail de la tête

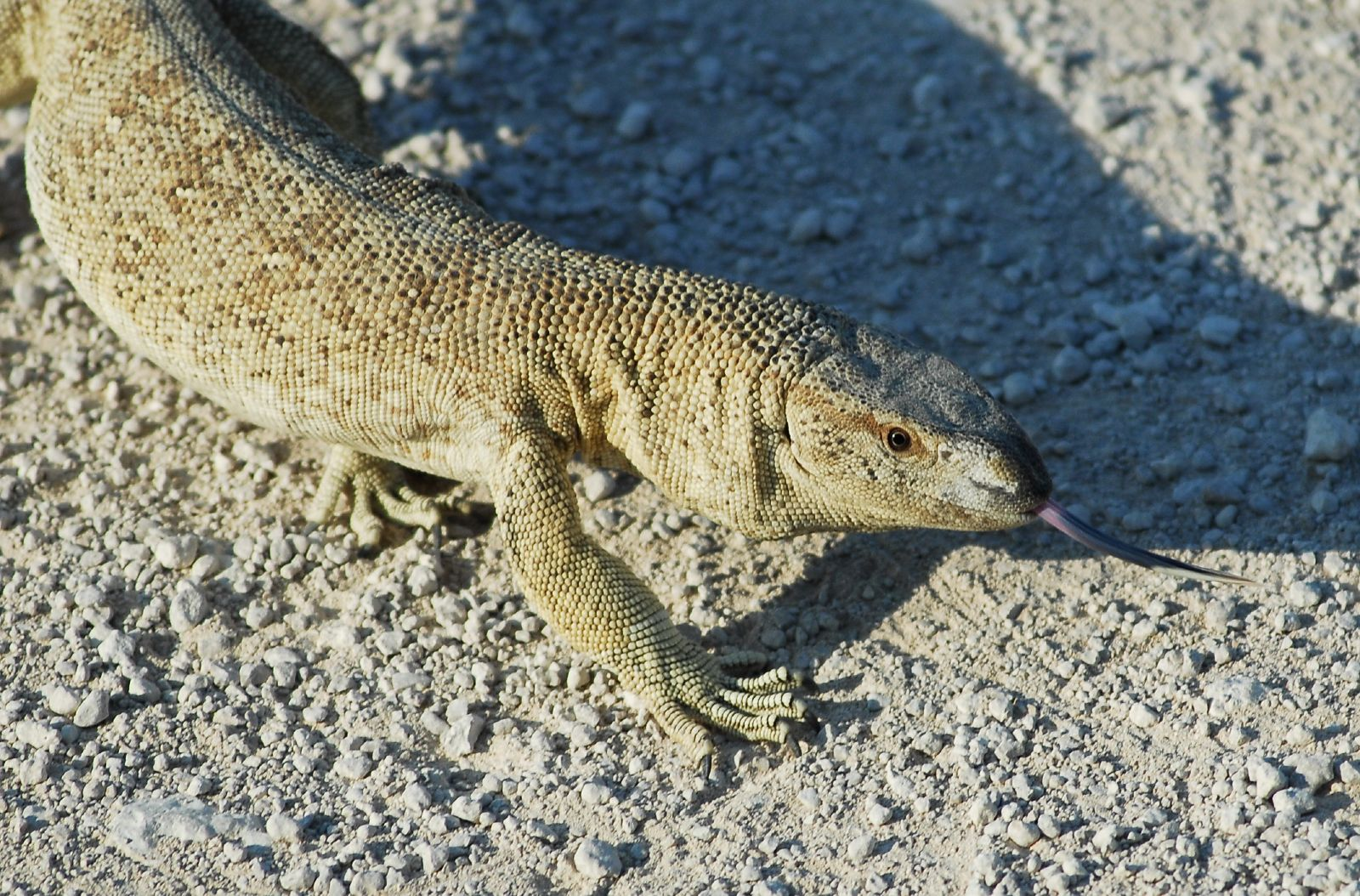

C'est par sa longueur, le deuxième, et, par son poids, le plus lourd et grand varan d'Afrique après le varan du Nil. Il ressemble au Varan des savanes. Il peut atteindre 2 m de long et peser 14 kg, étant surpassé seulement par le Varan du Nil[réf. nécessaire].
La tête est assez grosse, arrondie, obtuse sur l'avant, avec les yeux peu saillants. Les narines sont larges, obliques et proches des yeux.
Varanus albigularis est blanchâtre sur le dessous et sur les côtés de la tète, du cou, du corps, de la queue et des membres. Il est brunâtre sombre sur le dessus. Le blanc de la tête et du cou est pointillé de brun, avec une tache brune arrondie devant chaque membre antérieur. Une ligne blanche prend naissance derrière chaque œil et se prolonge au-dessus du cou. Sous le ventre, il présente quatorze raies transversales, un peu irrégulières et brunes, qui forment seulement sept bandes brunes sur les flancs. Entre les sept bandes des flancs s'étend la couleur blanchâtre du ventre, qui y forme quatre larges marbrures transversales, irrégulières sur le dessus le corps. Le dessus des membres présente quelques points blanchâtres épars. La queue est presque aussi longue que le reste de l'animal et présente sur le dessus sept bandes transversales blanchâtres pointillées de brun. Elle est munie sur les deux tiers postérieurs du dessus, d'une double carène très petite.
Ses écailles, disposées en nombreuses rangées transversales et obliques, sont à peu près semblables. De forme ovale, elles sont lisses au centre et granuleuses sur les bords. Il y a plus de quatre-vingts rangées transversales autour du corps, plus de trente-six autour du cou et plus de cent trente autour de la queue.
Varanus albigularis se distingue des autres varans par sa grandeur, par la disposition très singulière de ses couleurs et par la double carène très petite de sa queue.

## Liste des sous-espèces
Selon The Reptile Database (6 mai 2015) :
- Varanus albigularis albigularis (Daudin, 1802)
- Varanus albigularis angolensis Schmidt, 1933
- Varanus albigularis microstictus Boettger, 1893

## Publications originales
- Boettger, 1893 : Katalog der Reptilien-Sammlung im Museum der Senckenbergischen Naturforschenden Gesellschaft in Frankfurt am Main. I. Teil (Rhynchocephalen, Schildkröten, Krokodile, Eidechsen, Chamäleons). Gebrüder Knauer, Frankfurt am Main, p. 1-140 (texte intégral).
- Daudin, 1802 : Histoire Naturelle, Générale et Particulière des Reptiles; ouvrage faisant suit à l'Histoire naturelle générale et particulière, composée par Leclerc de Buffon; et rédigee par C.S. Sonnini, membre de plusieurs sociétés savantes, vol. 3, F. Dufart, Paris, p. 1-452 (texte intégral).
- Laurent, 1964 : A new subspecies of Varanus exanthematicus (Sauria, Varanidae). Breviora, no 199, p. 1-5 (texte intégral)
- Schmidt, 1933 : The reptiles of the Pulitzer Angola Expedition. Annals of the Carnegie Museum, vol. 22, no 1, p. 1-15.